# Kazimierz Wysocki
Kazimierz Wysocki (7. prosince 1855 Nowosiółki na východní Haliči – 1935) byl rakouský politik polské národnosti z Haliče, na počátku 20. století poslanec Říšské rady a meziválečný poslanec Sejmu.

## Biografie
Vystudoval práva na Lvovské univerzitě. V době svého působení v parlamentu se uvádí jako rytíř a statkář v obci v Ostribok (Ostobuż). Působil jako konzervativní politik. Byl dlouholetým členem okresní rady a okresní školní rady ve městě Rava-Ruska. Byl členem haličského sdružení výrobců lihovin.
Působil také coby poslanec Říšské rady (celostátního parlamentu Předlitavska), kam usedl ve volbách do Říšské rady roku 1911, konaných podle všeobecného a rovného volebního práva. Byl zvolen za obvod Halič 62.
Po volbách roku 1911 byl na Říšské radě členem poslaneckého Polského klubu. Uvádí se jako polský konzervativec.
Za první světové války podporoval polské legie. Od prosince 1918 do června 1919 byl internován ukrajinskými úřady na východní Haliči. Pak byl osvobozen polskou armádou.
Veřejně a politicky činným zůstal i v meziválečném období. Od roku 1919 do roku 1922 byl poslancem polského ústavodárného Sejmu. Zastupoval poslanecký Klub Pracy Konstytucyjnej.